# Rudi Gutendorf
Rudolf Gutendorf (Coblenza, 30 de agosto de 1926-13 de septiembre de 2019), más conocido como Rudi Gutendorf, fue un entrenador de fútbol alemán, conocido por ser uno de los entrenadores que más equipos y selecciones ha dirigido en la historia, con un total de 38, y como tal está en el Libro Guinness de los récords. Incluso cuenta con algunas participaciones en la televisión alemana interpretándose a sí mismo. En 1997 recibió la Orden del Mérito de la República Federal de Alemania y en 2011 recibió la Cruz Federal del Mérito de primera Clase.

## Carrera

### Como futbolista
Durante este tiempo jugó aproximadamente 90 partidos de liga, como mediocampista derecho para el TuS Neuendorf de su ciudad natal.

### Como entrenador
Después de su retiro en 1953, inició un curso de entrenador bajo la tutela de Sepp Herberger, técnico de la selección alemana campeona mundial en 1954.
En 1955 inició su extensa carrera que concluyó en 2003 bajo el mando de la selección de fútbol de Samoa. Durante esta etapa fue el entrenador de 55 equipos de 32 países diferentes esparcidos por los cinco continentes.

## Clubes

### Como jugador
| Club                 | País             | Año       |
| -------------------- | ---------------- | --------- |
| TuS Neuendorf        | Alemania Federal | 1942-1951 |
| FC Blue Stars Zürich | Suiza            | 1954-1955 |
| FC Luzern            | Suiza            | 1955-1961 |

### Como entrenador
| Club                           | País                  | Año       |
| ------------------------------ | --------------------- | --------- |
| SV Rengsdorf                   | Alemania Federal      | 1946-1948 |
| TuS Rot-Weiß Koblenz           | Alemania Federal      | 1948-1949 |
| VfB Lützel                     | Alemania Federal      | 1949-1950 |
| SV Braubach                    | Alemania Federal      | 1950-1952 |
| TuS Neuendorf                  | Alemania Federal      | 1952-1954 |
| FC Blue Stars Zürich           | Suiza                 | 1955      |
| FC Luzern                      | Suiza                 | 1955-1960 |
| US Monastir                    | Túnez                 | 1961      |
| TSV Marl-Hüls                  | Alemania Federal      | 1962-1963 |
| Meidericher SV                 | Alemania Federal      | 1963-1964 |
| VfB Stuttgart                  | Alemania Federal      | 1964-1965 |
| Atlanta Chiefs                 | Estados Unidos        | 1967-1968 |
| Selección nacional             | Bermudas              | 1968      |
| FC Schalke 04                  | Alemania Federal      | 1968-1970 |
| Kickers Offenbach              | Alemania Federal      | 1970-1971 |
| Sporting Cristal               | Perú                  | 1971      |
| Selección nacional             | Chile                 | 1972      |
| Selección nacional             | Bolivia               | 1973      |
| Bolívar                        | Bolivia               | 1974      |
| Selección nacional             | Venezuela             | 1974      |
| Real Valladolid Club de Fútbol | España                | 1975      |
| SC Fortuna Köln                | Alemania Federal      | 1975-1976 |
| Selección nacional             | Trinidad y Tobago     | 1976      |
| Selección nacional             | Granada               | 1976      |
| Selección nacional             | Antigua y Barbuda     | 1976      |
| Selección nacional             | Botsuana              | 1976      |
| Tennis Borussia Berlin         | Alemania Federal      | 1976-1977 |
| Hamburgo S.V.                  | Alemania Federal      | 1977      |
| Selección nacional             | Australia             | 1978-1981 |
| Selección nacional             | Nueva Caledonia       | 1981      |
| Selección nacional             | Nepal                 | 1981      |
| Selección nacional             | Tonga                 | 1981      |
| Selección nacional             | Tanzania              | 1981      |
| Young Africans Football Club   | Tanzania              | 1981-1982 |
| FC Yomiuri                     | Japón                 | 1982-1984 |
| Hertha BSC Berlín              | Alemania Federal      | 1984      |
| Selección nacional             | Santo Tomé y Príncipe | 1984      |
| Selección nacional             | Ghana                 | 1985      |
| Selección nacional             | Nepal                 | 1985      |
| Selección nacional             | Fiyi                  | 1987      |
| Selección nacional sub-23      | Irán                  | 1988      |
| Selección nacional Sub-23      | China                 | 1991-1992 |
| Selección nacional             | Zimbabue              | 1995-1996 |
| Selección nacional             | Mauricio              | 1997      |
| Selección nacional             | Ruanda                | 1999      |
| Selección nacional             | Samoa                 | 2003      |

## Títulos
| Título                         | Club               | País      | Año  |
| ------------------------------ | ------------------ | --------- | ---- |
| Copa Suiza                     | FC Luzern          | Suiza     | 1960 |
| Copa de las Naciones de la OFC | Selección nacional | Australia | 1980 |

## Filmografía
| Año  | Serie o Película         |
| ---- | ------------------------ |
| 1999 | Der Ball ist ein Sauhund |
| 1999 | Beckmann                 |
| 2006 | Volle Kanne              |